# Tetrastemma weddelli
Tetrastemma weddelli är en djurart som tillhör fylumet slemmaskar, och som beskrevs av Wheeler 1934. Tetrastemma weddelli ingår i släktet Tetrastemma och familjen Tetrastemmatidae. Inga underarter finns listade i Catalogue of Life.